# Арзне
Арзне (груз. არზნე) — село в Грузии, на территории Адигенского муниципалитета края (мхаре) Самцхе-Джавахети.

## География
Село находится в южной части Грузии, к северу от реки Кваблиани, на расстоянии 4 километров (по прямой) к северо-западу от посёлка городского типа Адигени, административного центра муниципалитета. Абсолютная высота — 1628 метров над уровнем моря.

## Население
По результатам официальной переписи населения 2014 года, в Арзне проживало 85 человек (43 мужчины и 42 женщины). В национальной структуре населения грузины составляли 100 %.
| Год  | Население, человек |
| ---- | ------------------ |
| 2002 | 85                 |
| 2014 | 85                 |